# اوتوم هربرت
اوتوم هربرت (بالإنجليزية: Autumn Hurlbert)‏ مواليد 6 مارس 1980 في غريت فولز، هي ممثلة أمريكية بدأت مسيرتها الفنية عام 2003.

## وصلات خارجية
- اوتوم هربرت على موقع IMDb (الإنجليزية)
- اوتوم هربرت على موقع قاعدة بيانات برودواي على الإنترنت (الإنجليزية)
- اوتوم هربرت على موقع قاعدة بيانات الفيلم (الإنجليزية)